# Johannes de Doperkerk (Oudega)
De Johannes de Doperkerk is een kerkgebouw in Oudega in de Nederlandse provincie Friesland.

## Beschrijving
De driezijdig gesloten zaalkerk met jaartalankers 1850 op de voorgevel heeft een houten geveltoren met ingesnoerde naaldspits met een luidklok uit 1692. Het orgel uit 1908 (in 1915 uitgebreid met een cornet) is gemaakt door Bakker & Timmenga. De kerk is een rijksmonument.

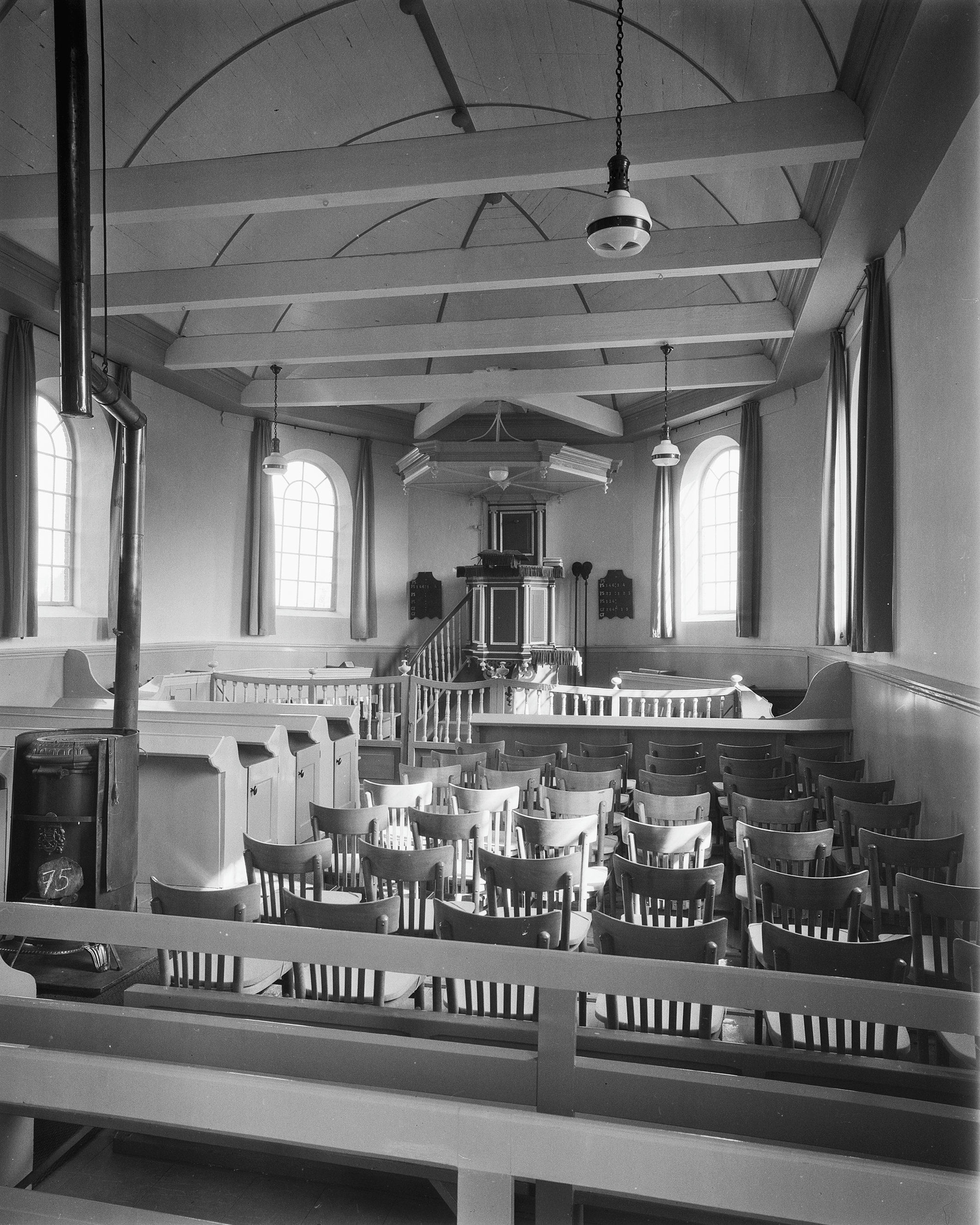
Interieur met preekstoel
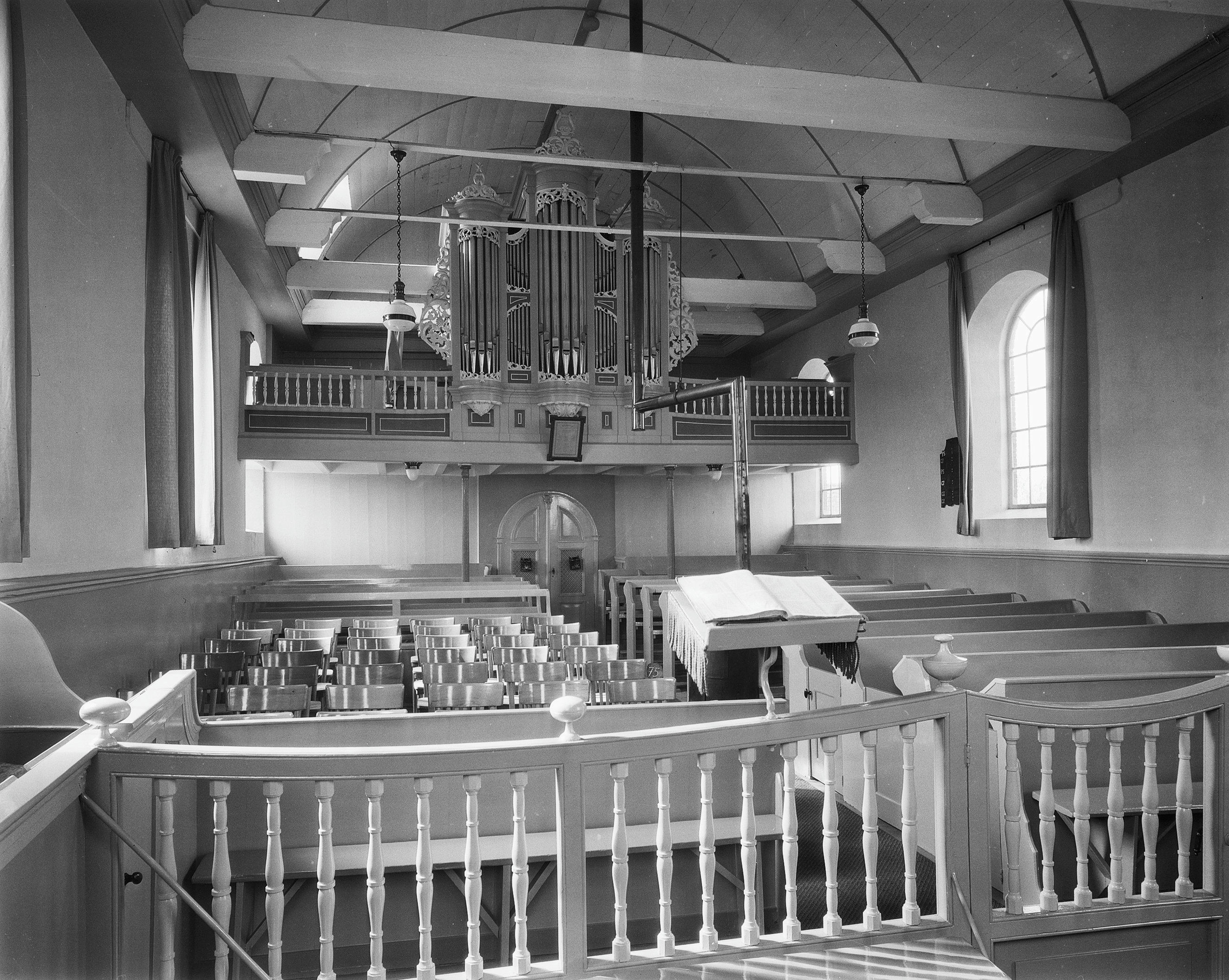
Interieur met orgel
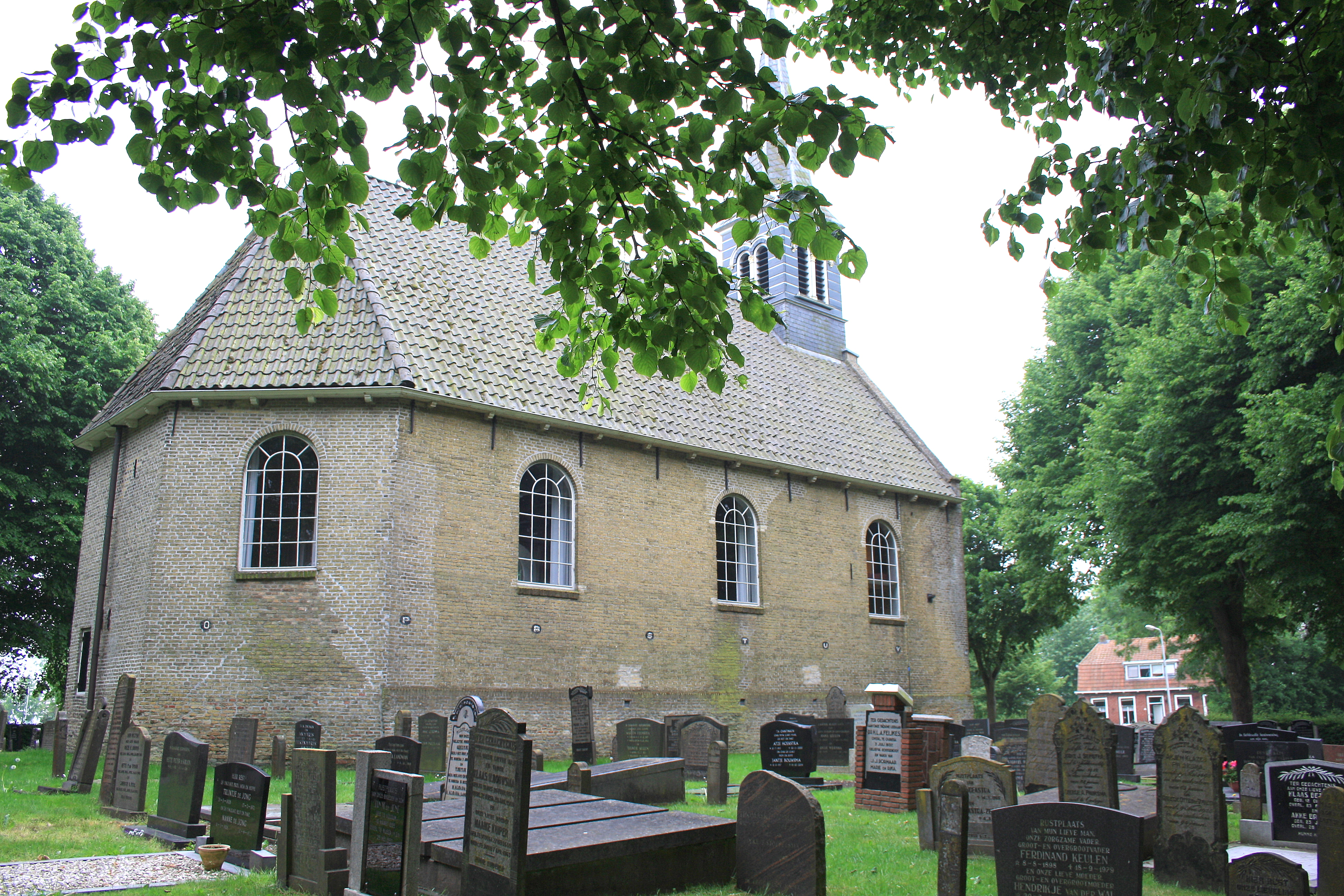
kerk in 2011